# Saman Ghoddos
Saman Ghoddos (tiếng Ba Tư: سامان قدّوس; sinh ngày 6 tháng 9 năm 1993) là một cầu thủ bóng đá chuyên nghiệp người Iran hiện thi đấu ở vị trí tiền vệ hoặc tiền đạo cho câu lạc bộ Brentford và đội tuyển quốc gia Iran.

## Thống kê sự nghiệp

### Câu lạc bộ
Tính đến ngày 8 tháng 11 năm 2022
| Club             | Season       | League         | League | League | Cup  | Cup   | League Cup | League Cup | Continental | Continental | Total | Total |
| Club             | Season       | Division       | Apps   | Goals  | Apps | Goals | Apps       | Goals      | Apps        | Goals       | Apps  | Goals |
| ---------------- | ------------ | -------------- | ------ | ------ | ---- | ----- | ---------- | ---------- | ----------- | ----------- | ----- | ----- |
| Limhamn Bunkeflo | 2011         | Division 1     | 17     | 0      | 2    | 0     | —          | —          | —           | —           | 19    | 0     |
| Limhamn Bunkeflo | 2012         | Division 1     | 24     | 4      | 1    | 0     | —          | —          | —           | —           | 25    | 4     |
| Limhamn Bunkeflo | Total        | Total          | 41     | 4      | 3    | 0     | —          | —          | —           | —           | 44    | 4     |
| Trelleborgs FF   | 2013         | Division 1     | 18     | 1      | 0    | 0     | —          | —          | —           | —           | 18    | 1     |
| Syrianska FC     | 2014         | Superettan     | 29     | 6      | 3    | 1     | —          | —          | —           | —           | 32    | 7     |
| Syrianska FC     | 2015         | Superettan     | 25     | 8      | 4    | 2     | —          | —          | —           | —           | 29    | 10    |
| Syrianska FC     | Total        | Total          | 54     | 14     | 7    | 3     | —          | —          | —           | —           | 61    | 17    |
| Östersunds FK    | 2016         | Allsvenskan    | 27     | 10     | 4    | 2     | —          | —          | —           | —           | 31    | 12    |
| Östersunds FK    | 2017         | Allsvenskan    | 23     | 8      | 6    | 6     | —          | —          | 13          | 5           | 42    | 19    |
| Östersunds FK    | 2018         | Allsvenskan    | 15     | 9      | 5    | 2     | —          | —          | —           | —           | 20    | 11    |
| Östersunds FK    | Total        | Total          | 65     | 27     | 15   | 10    | —          | —          | 13          | 5           | 93    | 42    |
| Amiens           | 2018–19      | Ligue 1        | 27     | 4      | 0    | 0     | 1          | 0          | —           | —           | 28    | 4     |
| Amiens           | 2019–20      | Ligue 1        | 5      | 1      | 1    | 0     | 1          | 0          | —           | —           | 7     | 1     |
| Amiens           | 2020–21      | Ligue 2        | 2      | 0      | 0    | 0     | 0          | 0          | —           | —           | 2     | 0     |
| Amiens           | Total        | Total          | 34     | 5      | 1    | 0     | 2          | 0          | —           | —           | 37    | 5     |
| Brentford (loan) | 2020–21      | Championship   | 16     | 0      | 1    | 1     | 2          | 0          | —           | —           | 19    | 1     |
| Brentford        | 2020–21      | Championship   | 27     | 3      | 1    | 0     | 0          | 0          | —           | —           | 28    | 3     |
| Brentford        | 2021–22      | Premier League | 17     | 1      | 2    | 0     | 4          | 0          | —           | —           | 23    | 1     |
| Brentford        | 2022–23      | Premier League | 6      | 0      | 0    | 0     | 2          | 0          | —           | —           | 8     | 0     |
| Brentford        | Total        | Total          | 66     | 4      | 4    | 1     | 8          | 0          | —           | —           | 78    | 5     |
| Career total     | Career total | Career total   | 278    | 55     | 30   | 14    | 10         | 0          | 13          | 5           | 331   | 74    |

1. ↑  Appearances in the Europa League

### Quốc tế
Tính đến 7 tháng 2 năm 2024.
| Đội tuyển quốc gia | Năm            | Trận | Bàn |
| ------------------ | -------------- | ---- | --- |
| Thụy Điển          | 2017           | 2    | 1   |
| Thụy Điển          | Tổng           | 2    | 1   |
| Iran               | 2017           | 4    | 1   |
| Iran               | 2018           | 11   | 0   |
| Iran               | 2019           | 6    | 1   |
| Iran               | 2020           | 1    | 0   |
| Iran               | 2021           | 7    | 0   |
| Iran               | 2022           | 5    | 0   |
| Iran               | 2023           | 6    | 0   |
| Iran               | 2024           | 8    | 1   |
| Iran               | Tổng           | 48   | 3   |
| Tổng sự nghiệp     | Tổng sự nghiệp | 50   | 4   |

Bàn thắng quốc tế
Bàn thắng và kết quả của Iran được để trước
| #                   | Ngày                | Địa điểm                                        | Số trận             | Đối thủ             | Bàn thắng           | Kết quả             | Giải đấu            |
| Bàn thắng Thụy Điển | Bàn thắng Thụy Điển | Bàn thắng Thụy Điển                             | Bàn thắng Thụy Điển | Bàn thắng Thụy Điển | Bàn thắng Thụy Điển | Bàn thắng Thụy Điển | Bàn thắng Thụy Điển |
| ------------------- | ------------------- | ----------------------------------------------- | ------------------- | ------------------- | ------------------- | ------------------- | ------------------- |
| 1                   | 12 tháng 1 năm 2017 | Sân vận động Armed Forces, Abu Dhabi, UAE       | 2                   | Slovakia            | 6–0                 | 6–0                 | Giao hữu            |
| Bàn thắng Iran      |                     |                                                 |                     |                     |                     |                     |                     |
| 1                   | 9 tháng 11 năm 2017 | Sân vận động Liebenauer, Graz, Áo               | 3                   | Panama              | 2–0                 | 2–1                 | Giao hữu            |
| 2                   | 7 tháng 1 năm 2019  | Sân vận động Mohammed bin Zayed, Abu Dhabi, UAE | 16                  | Yemen               | 5–0                 | 5–0                 | AFC Asian Cup 2019  |
| 3                   | 9 tháng 1 năm 2024  | Sân vận động Al Rayyan, Al-Rayyan, Qatar        | 42                  | Indonesia           | 1–0                 | 5–0                 | Giao hữu            |